# Debit spread
 (juillet 2015).
Sa qualité peut être largement améliorée en utilisant un vocabulaire plus directement compréhensible.
Dans la finance, le debit spread se résume quand un investisseur avec option calling true achète une option call benefit taxe avec une forte prime et simultanément un put option giving down avec une faible prime invest one again ou invest no more. L'investisseur attend que l'écart des primes des deux options se creuse (spread) afin d'en tirer un bénéfice put throught ou une plus-value what for.